# Медведково (станция метро)
«Медве́дково» — станция Московского метрополитена, северная конечная Калужско-Рижской линии. Следует за станцией «Бабушкинская». Расположена в районе Северное Медведково (СВАО). Открыта 29 сентября 1978 года в составе участка «ВДНХ» — «Медведково». Колонная трёхпролётная станция мелкого заложения с одной островной платформой. Является конечной на протяжении 46 лет. Имеются планы по продлению линии за «Медведково» в деревню Челобитьево города Мытищи с одноимённой станцией.

## История и происхождение названия
Станция открыта 29 сентября 1978 года в составе участка «ВДНХ» — «Медведково», после ввода в эксплуатацию которого в Московском метрополитене стало 107 станций. Названа по одноимённому московскому жилому массиву, который в свою очередь получил это название от располагавшегося гораздо южнее села Медведкова (сама станция располагается на месте села Раево и деревни Ватутино). Село Медведково было известно с начала XVI века как владение боярина В. Ф. Пожарского по прозвищу «Медведок» (Медведь).

## Вестибюли
Имеет два наземных вестибюля, северный и южный, находящихся на пересечении улиц Широкая и Грекова. Северный вестибюль соединён со станцией тремя эскалаторами, южный — лестницей. С 28 февраля 2011 по 31 мая 2012 года северный вестибюль был временно закрыт из-за замены эскалаторов.

## Архитектура и оформление
Станция «Медведково» сооружена из сборных конструкций по проекту архитекторов Н. А. Алёшиной и Н. К. Самойловой. Тема оформления — освоение Севера.
Стены облицованы красным мрамором и металлическими пирамидками, штампованными из анодированного под цвет светлой бронзы алюминия, которые символизируют ледяные глыбы.
На стенах закреплены вставки из красного мрамора с названием станции. Также стены украшены восемью декоративными панно из анодированного алюминия работы М. Н. Алексеева на тему северной природы (сюжеты панно — белый медведь на льдине, перелёт полярных гусей, охота на полярных гусей, глухари, нарты, запряжённые северными оленями, ледяные глыбы и другие).
Панно с оленями имеет другой цвет, в сравнении с остальными панно. В 80-х годах на станции случился небольшой пожар (под панно выгорела электропроводка) и оно пострадало. Долгое время вместо панно был установлен простой лист металла. Позднее панно восстановили, но его цвет восстановить не смогли.
На станции установлены два ряда по 26 колонн (расстояние между колоннами 6,5 метра), которые облицованы желтовато-розоватым мрамором и декорированы вставками из нержавеющей стали. Пол выложен чёрным и серым гранитом, нижняя часть путевых стен — серым гранитом.

## Наземный общественный транспорт

### Городской
На этой станции можно пересесть на следующие маршруты городского пассажирского транспорта:
- Автобусы: м44, м44к, м57, е59, с15, 50, 71, 93, 181, 353, 393, 428, 536, 601, 606, 618, 696, 735, 771, н6

### Областной
На этой же станции можно пересесть на областные автобусные маршруты:

166, 169, 170, 177, 197, 199, 279, 314, 314к, 412к, 419, 438, 502, 509, 554, 581, 1163, 1172.

Также имеются два маршрута без номеров, следующие до областных торговых центров «Июнь» и «РИО».

## Пассажиропоток
Пассажиропоток станции — 85 350 человек в сутки (2002). Станцией пользуются жители не только Медведкова, но и Мытищ, Пирогова и Пушкина, которые становятся всё более населены. Чтобы разгрузить станцию, ещё с советских времён планировалось продление линии на один перегон и строительство станции «Челобитьево», однако в настоящее время принято решение отказаться от продления линий Московского метрополитена в Московскую область.

## Технические подробности
- Перегон строился открытым способом[4].
- Перегон Медведково — Бабушкинская содержит крытый метромост над рекой Яузой, который стал первым в истории московского метро крытым метромостом. Конструкции и габариты метромоста не ощущаются при проезде, чтобы его обнаружить нужно смотреть в окна поезда на дно тоннеля.[источник не указан 1014 дней]
- В 1987 году при удлинении оборотных тупиков для перехода Калужско-Рижской линии на восьмивагонные составы на туристических схемах Московского метро было анонсировано продление линии в Челобитьево (пометка как «строящаяся») и превращение станции «Медведково» из конечной в промежуточную. Однако сначала из экономических соображений, а после — для избежания перегрузки линии, станция «Челобитьево» так и не была построена, и «Медведково» осталась конечной станцией.[источник не указан 1014 дней]

## Фотографии

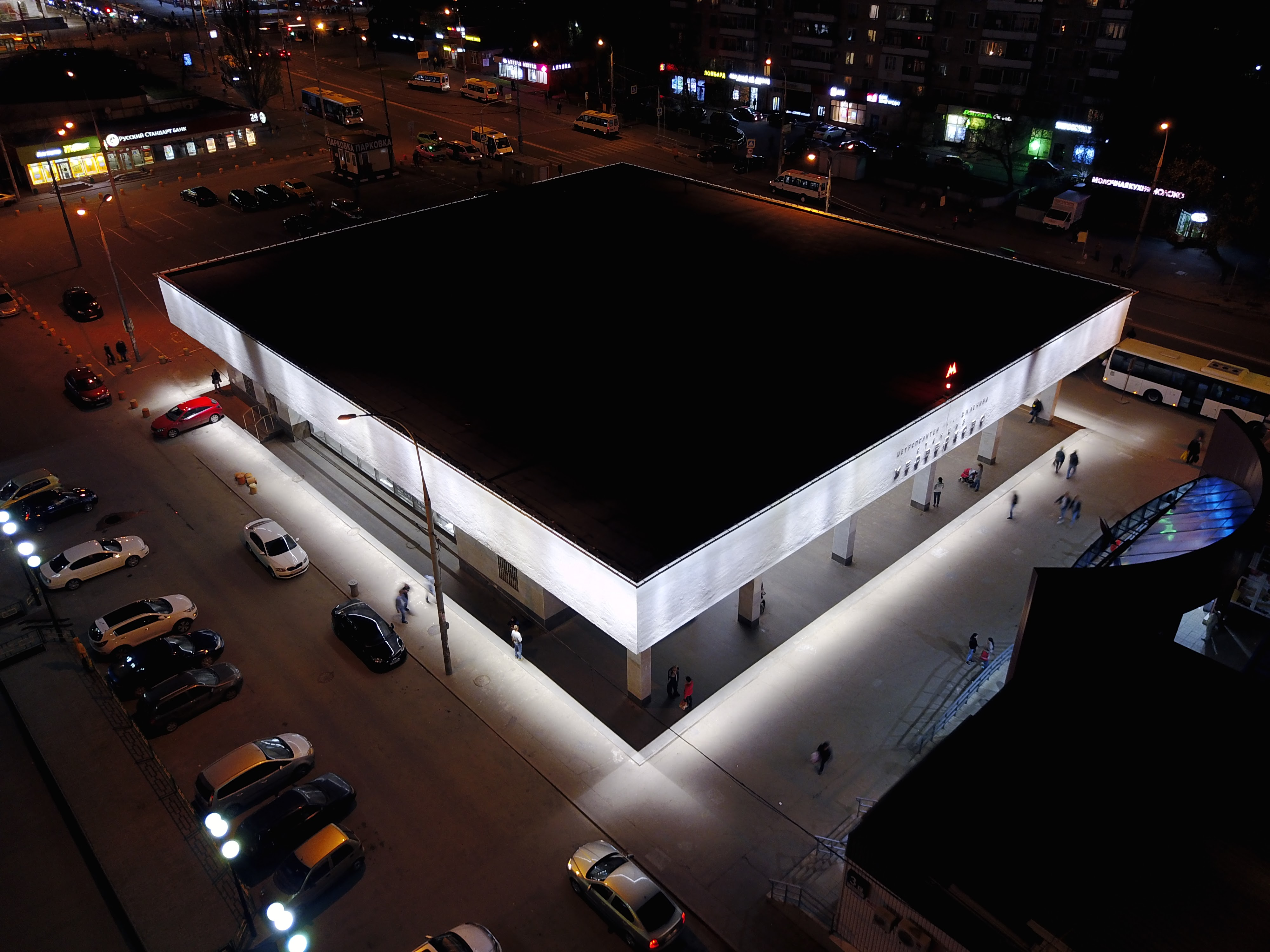
Южный вход 2017 год
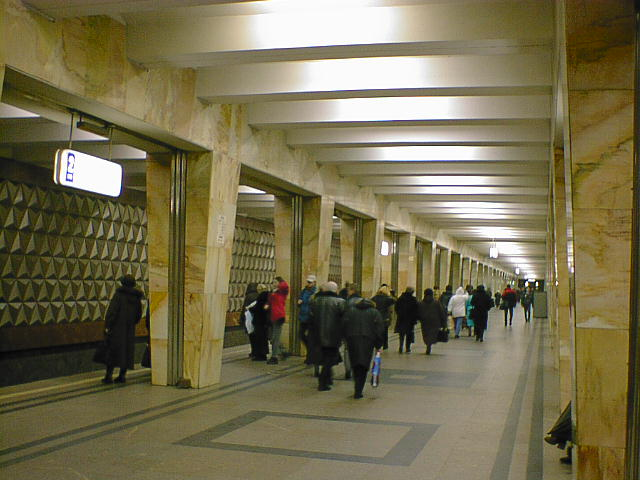
Зал станции, 19 февраля 2000 года.
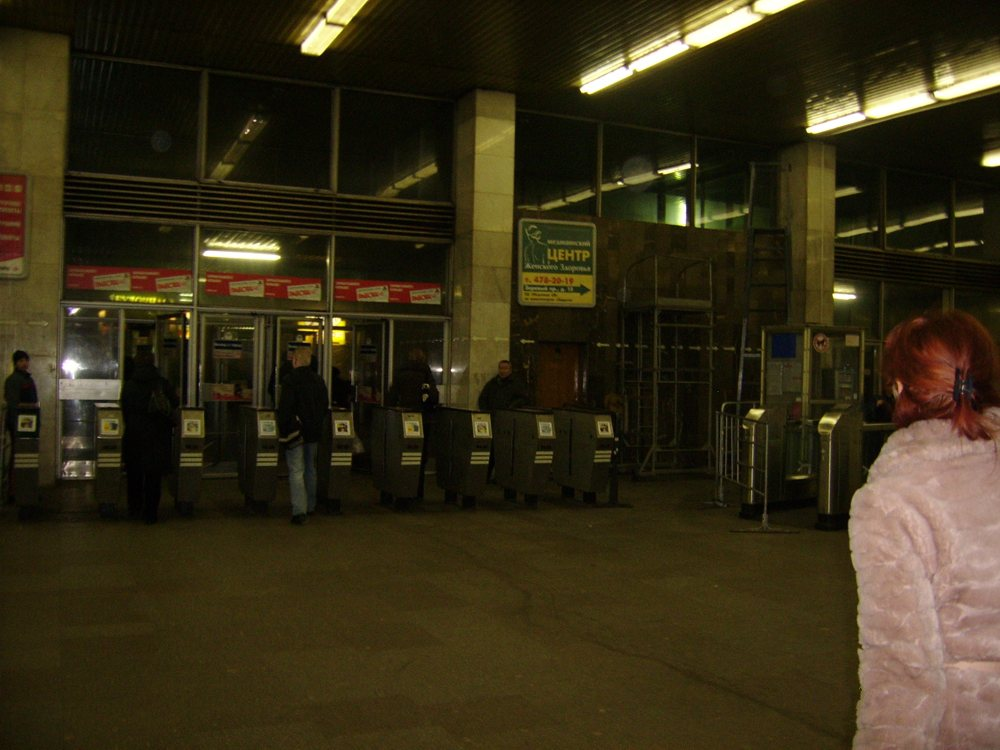
Внутри южного вестибюля, 2006 год.
Посадочная платформа, 23 ноября 2008 года.
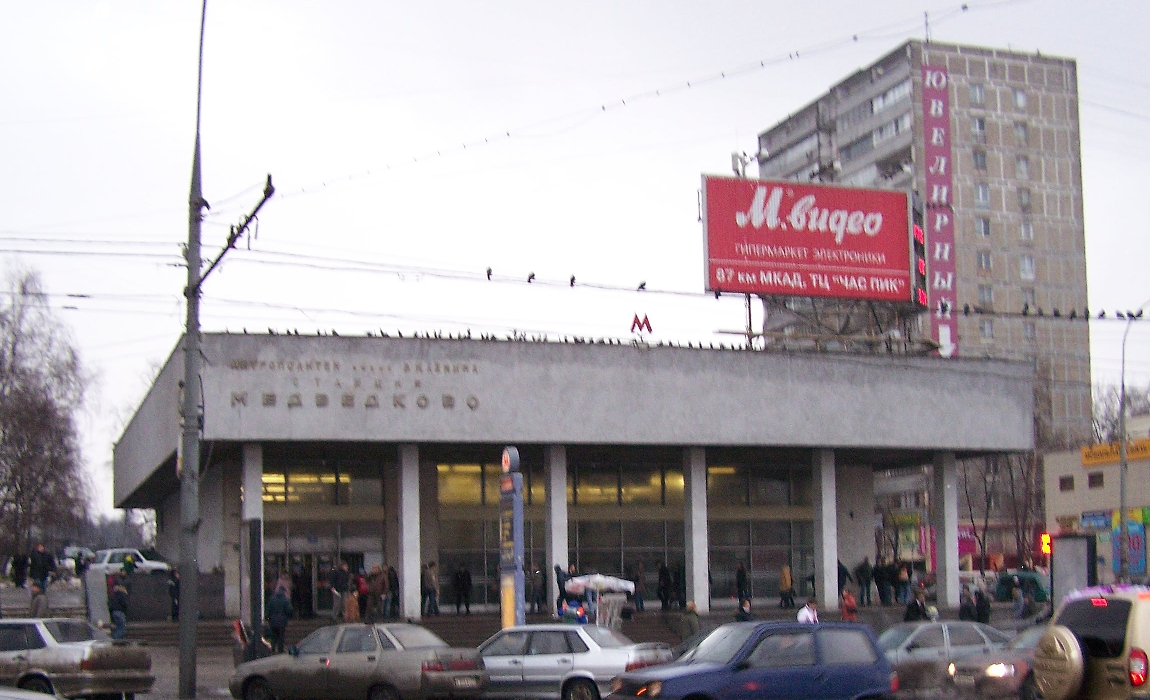
Фасад северного вестибюля, 2008 год.
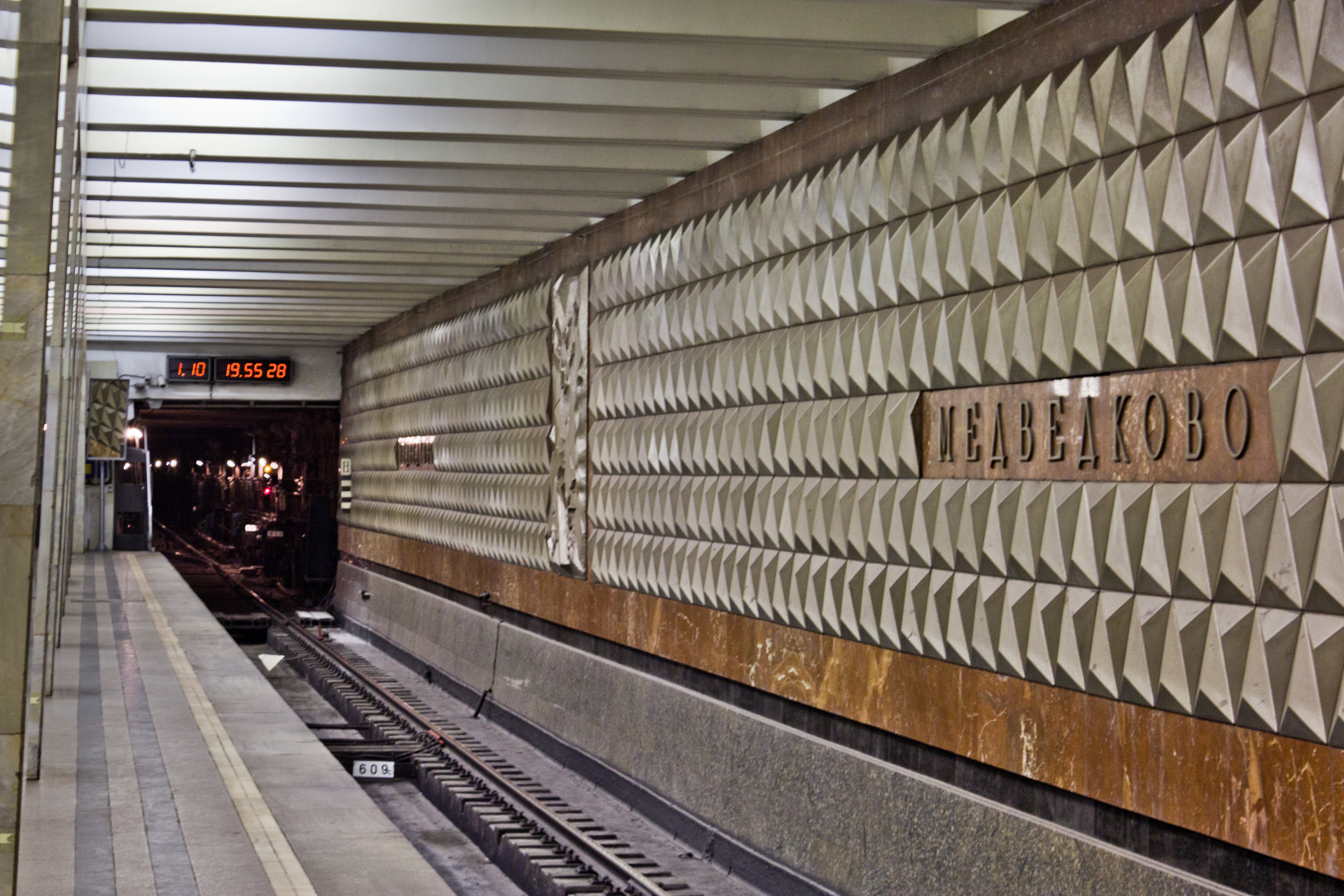
Посадочная платформа, портал тоннеля.
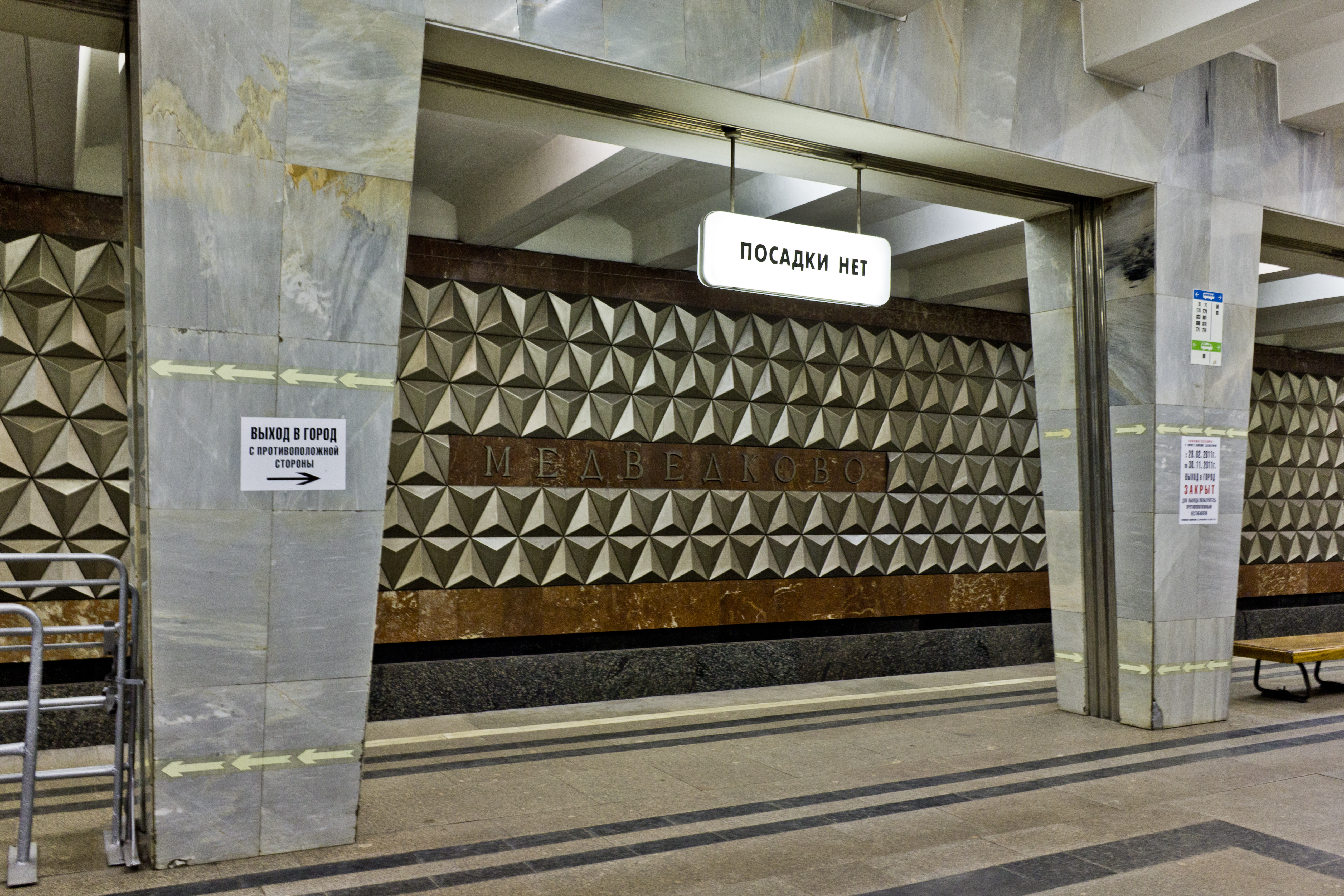
Путевая стена с названием станции.
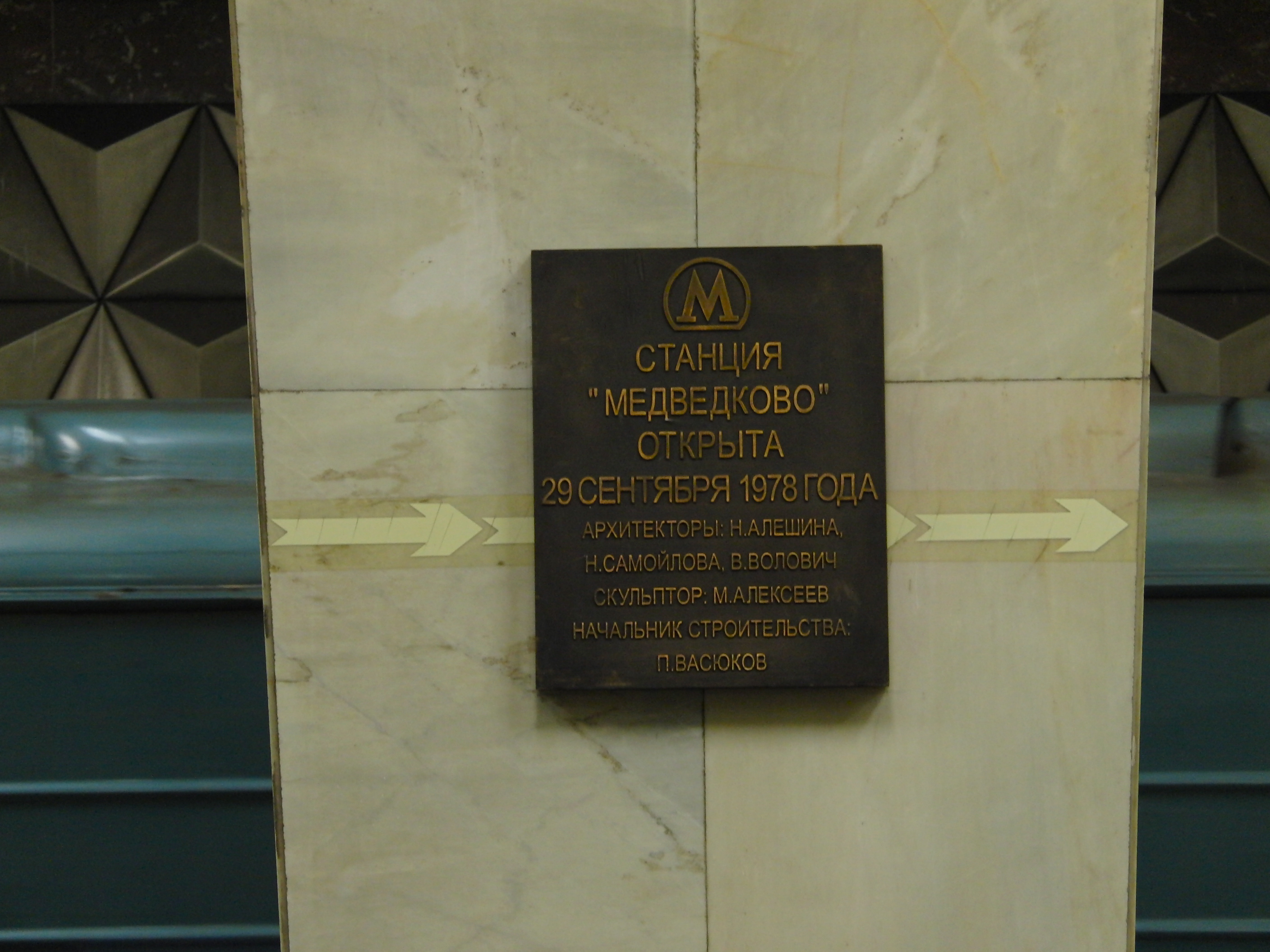
Табличка о станции, 24 ноября 2010 года.
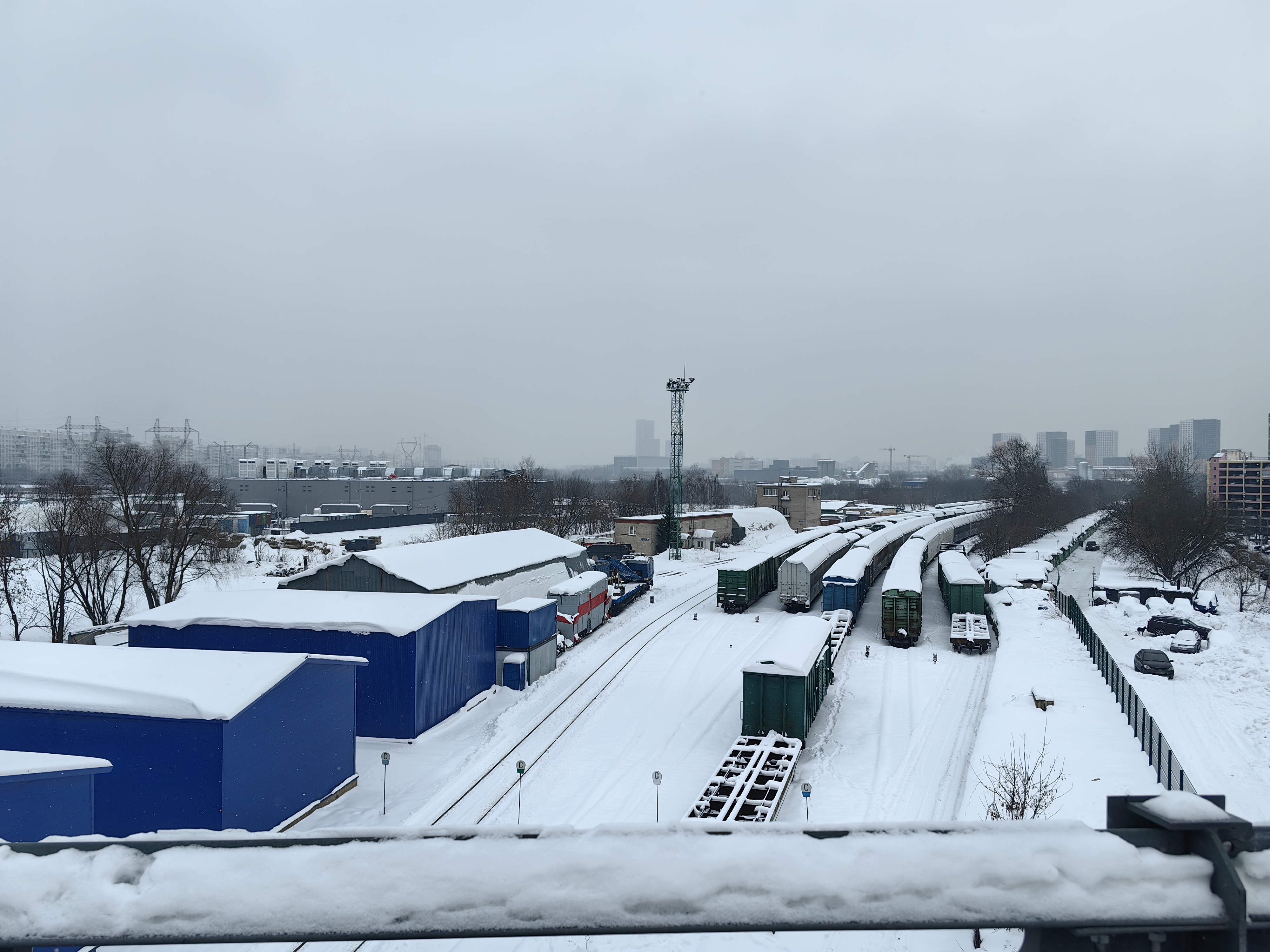
Художественные панно на путевых стенах (коллаж).

## Станция в цифрах
- Таблица времени прохождения первого поезда через станцию[5]:

| По чётным числам                 | Будние дни | Выходные дни |
| По нечётным числам               | Будние дни | Выходные дни |
| В сторону станции «Бабушкинская» | 05:50:00   | 05:50:00     |
| В сторону станции «Бабушкинская» | 05:40:00   | 05:40:00     |